# Díptico de um casal idoso
ODíptico de um casal idoso é um conjunto de dois retratos de casamento do do pintor flamengo Hans Memling, originalmente unidos mas que foram vendidos separadamente e vendidos em 1894. Um faz parte da colecção da Gemäldegalerie, em Berlim, e o outro encontra-se no Louvre, em Paris.
Nada se sabde sobre o díptico antes de ser separado. As pinturas foram vendidas a partir da colecção de F. Meazza de Milão em Abril de 1894. O Museu Bode adquiriu o retrato do homem, onde foi visto por William Henry James Weale, que  o inclui no seu catálogo de 1901 de Memling: Um retrato anterior encontra-se na Galeria de Berlim, o busto de um homem na casa dos setenta anos de idade, virado para a esquerda, com a mão apoiada num parapeito. Está vestido com um robe preto, preso por uma pele, e tem um chapéu preto que cobre parcialmente a sua orelha. Ao fundo, podem ver-se prados e árvores ; à esquerda, vê-se um castelo com uma ponte com entalhes; um cavaleiro dá de beber ao seu cavalo no riacho, que corre em direcção a um rio.
O retrato com a mulher foi comprada por Leo Nardus e vendida posteriormente por F. Kleinberger ao Louvre em 1908. Antes disso, a pintura foi emprestada a Weale para a sua exibição de 1902 em Bruges, o que evidência que o terá visto pouco depois de ter publicado o seu catálogo de Memling, e menciona no catálogo da exibição que é a outra metade do retrato de Berlim.